# Orde Nacional del Mèrit Nigerià
L'Orde Nacional del Mèrit Nigerià (anglès Nigerian National Order of Merit Award, NNOM) és un guardó acadèmic per a acadèmics i intel·lectuals distingits que han realitzat importants contribucions al desenvolupament i creixement acadèmic de Nigèria.
El premi és sovint conferit al seu destinatari peel Govern Federal Nigerià després d'una nominació i aprovació de la Junta de Govern del "Premi del Mèrit Nacional Nigerià".
El seu destinatari és sovint condecorat pel president de Nigèria. Els destinataris del premi tenen el dret legal d'utilitzar el títol lletres postnominals: Orde Nacional del Mèrit Nigerià (NNOM).
És el guardó acadèmic més alt de Nigèria i des de la seva institució el 1979, el guardó s'ha concedit fins ara a només 70 acadèmics distingits.

## Llista de receptors
- Chinua Achebe
- Adiele Afigbo
- Alexander Animalu
- David Aradeon
- Seth Sunday Ajayi
- J. P. Clark
- Lazarus Ekwueme
- Taslim Olawale Elias
- Etim Moses Essien
- Akpanoluo Ikpong Ikpong Ette
- Francis Idachaba
- Ladi Kwali
- Andrew Jonathan Nok
- Chukwuedu Nwokolo
- Tanure Ojaide
- Isidore Okpewho
- Niyi Osundare
- Lateef Akinola Salako
- Mabel Segun
- Wole Soyinka
- Peter Onyekwere Ebigbo
- Oyewale Tomori
- Bruce Onobrakpeya